# Piață de acțiuni
Piața de acțiuni reprezintă o bursă în care sunt vândute acțiuni ale unei corporații, atât la nivel național, cât și internaționale. Este o componentă importantă a economiei internaționale, fiind destinată de cele mai multe ori companiilor private, dar în care pot participa și state, în mod direct sau indirect. Piețele de acțiuni le oferă agenților economici posibilitatea de a obține resurse financiare importante, prin intermediul emisiunii de titluri de proprietate (cel mai des tip fiind cel al acțiunilor).
Piața de acțiuni se diferențiază de celelalte piețe financiare în primul rând prin obiectul tranzacțiilor. Acțiunile sunt titluri de proprietate, în timp ce, de exemplu, obligațiunile sunt titluri de credit.